# Gransholm
Gransholm is een plaats in de gemeente Växjö in het landschap Småland en de provincie Kronobergs län in Zweden. De plaats heeft 60 inwoners (2005) en een oppervlakte van 20 hectare. Gransholm wordt omringd door zowel landbouwgrond als bos en ligt aan de rivier de Helige å. In de plaats staat de kerk Öja kyrka, deze kerk is gebouwd van steen tussen 1852 en 1854. De stad Växjö ligt zo'n vijftien kilometer ten noordoosten van het dorp.